# منطقه شیجینگشان
منطقه شیجینگشان (به چینی: 石景山区، به پین‌یین: Shíjǐngshān Qū) یک منطقهٔ شهرداری تابع شهر پکن، پایتخت  جمهوری خلق چین است.

## خصوصیات
منطقه شیجینگشان ۸۶ کیلومترمربع مساحت و ۶۱۶٬۰۰۰ نفر جمعیت دارد.